# Oving (Buckinghamshire)
Oving est une paroisse civile et un village du Buckinghamshire, en Angleterre.